# Konrad Niedźwiedzki
Konrad Łukasz Niedźwiedzki (ur. 2 stycznia 1985 w Warszawie) – polski panczenista, olimpijczyk, wielokrotny mistrz Polski. Brązowy medalista mistrzostw świata na dystansach w 2013 roku w Soczi.
Brał udział w Zimowych Igrzyskach olimpijskich w Turynie w 2006, gdzie w biegu na 1500 metrów zajął 12. miejsce, a na 1000 metrów był 13. Na Zimowych Igrzyskach olimpijskich w Soczi w 2014 zdobył brązowy medal w wyścigu drużynowym.
W styczniu 2007 roku, podczas biegu na 1500 metrów podczas ME w wieloboju w Collalbo ustanowił rekord Europy na otwartym obiekcie. Jego osiągnięcie nie przetrwało nawet pięciu minut – niemal natychmiast poprawiło go czterech innych zawodników.
W 2010 roku na Zimowych Igrzyskach Olimpijskich został mianowany chorążym Polskiej Reprezentacji. W Vancouver zajął 17. miejsce na 1500 metrów, na 1000 metrów był 27., a w biegu na 500 metrów – 30.
W 2011 roku podczas Mistrzostw Świata na Dystansach w biegu na 1500 metrów zajął 12. miejsce. Drużyna, w której startował zajęła ostatnie, 8. miejsce.
Jego ojciec Krzysztof jest trenerem łyżwiarzy szybkich. W 2019 ożenił się z polską panczenistką Katarzyną Woźniak.

## Osiągnięcia
- Mistrzostwa świata na dystansach

| MŚ   | 1000 m | 1500 m | bieg drużynowy |
| ---- | ------ | ------ | -------------- |
| 2005 | -      | 14.    | 6.             |
| 2007 | -      | 12.    | 7.             |
| 2008 | 17.    | 15.    | 8.             |
| 2009 | 17.    | 14.    | -              |
| 2011 | -      | 12.    | 8.             |
| 2012 | -      | 10.    | 8.             |
| 2013 | -      | 8.     | brąz           |

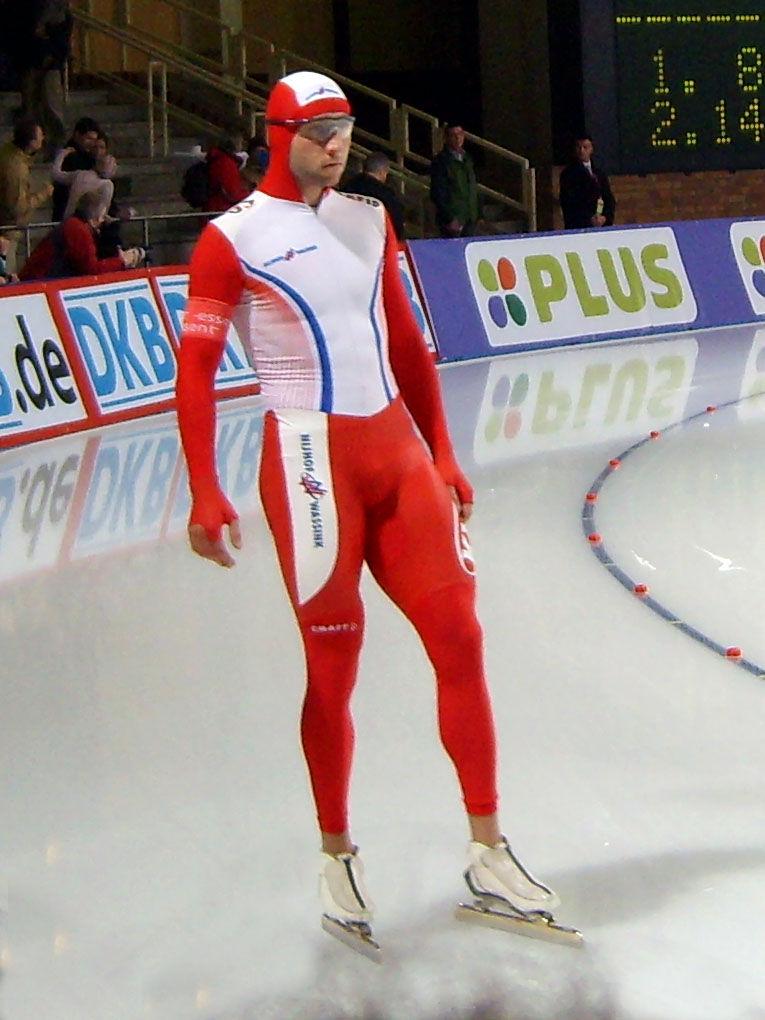
Konrad Niedźwiedzki podczas zawodów (2008)

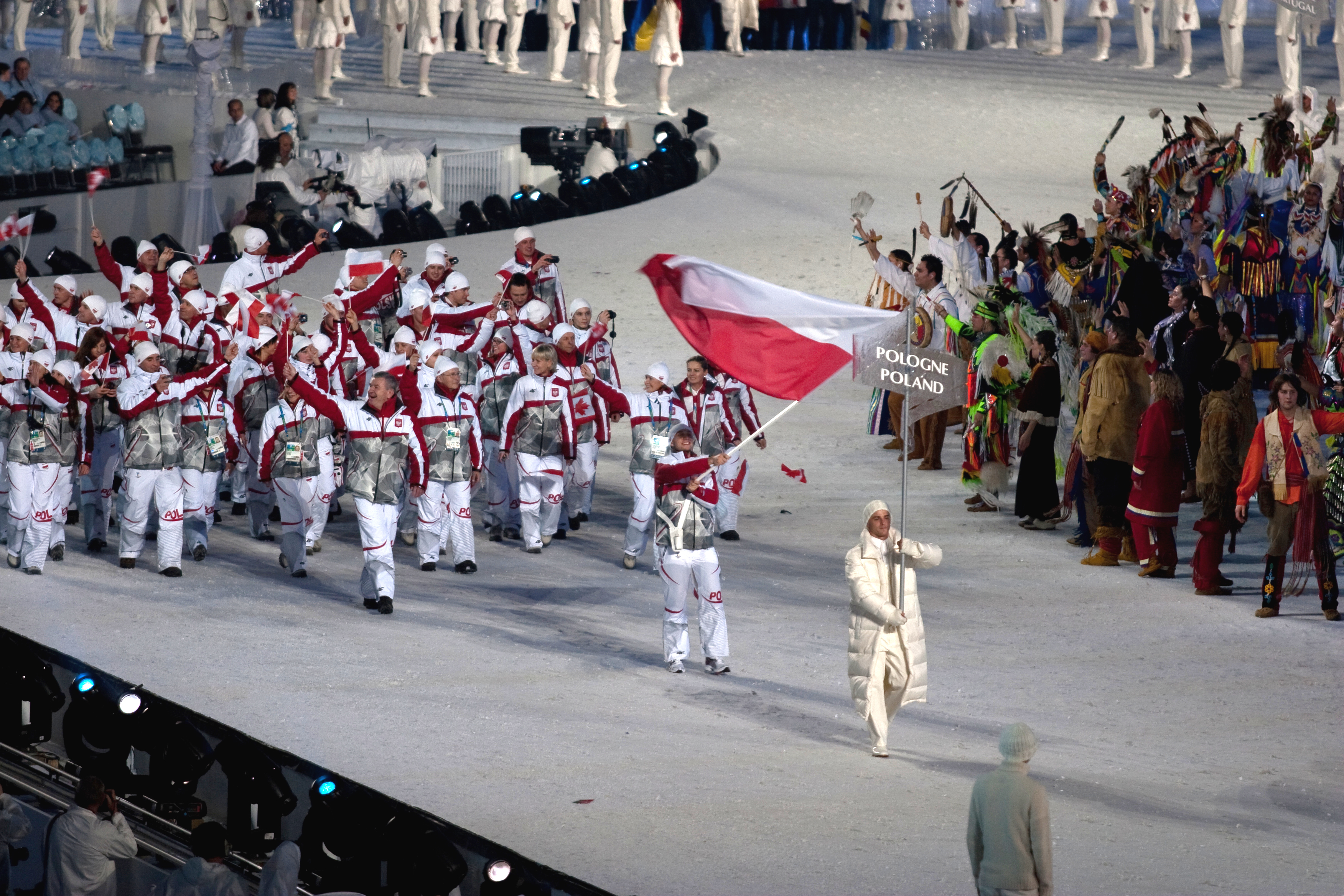
Konrad Niedźwiedzki (niesie flagę) jako chorąży ekipy narodowej podczas ceremonii rozpoczęcia ZIO 2010

- Mistrzostwa świata w wieloboju
  - 2006 – 8. miejsce
  - 2008 – 18. miejsce
  - 2009 – 12. miejsce
  - 2010 – 10. miejsce
  - 2011 – 13. miejsce

- Mistrzostwa świata w wieloboju sprinterskim
  - 2008 – 18. miejsce
  - 2009 – 17. miejsce
  - 2011 – 23. miejsce

- Mistrzostwa Polski

| MP   | 500 m  | 1000 m | 1500 m | 5000 m | bieg drużynowy | wielobój | sprint |
| ---- | ------ | ------ | ------ | ------ | -------------- | -------- | ------ |
| 2001 | 12.    | 12.    | -      | 11.    | -              | 13.      | -      |
| 2002 | -      | 6.     | 5.     | -      | -              | -        | 4.     |
| 2003 | 4.     | 4.     | brąz   | -      | -              | -        | -      |
| 2004 | 5.     | brąz   | srebro | -      | -              | -        | srebro |
| 2005 | -      | złoto  | złoto  | 4.     | -              | złoto    | brąz   |
| 2006 | brąz   | złoto  | srebro | -      | złoto          | -        | -      |
| 2007 | brąz   | złoto  | złoto  | brąz   | -              | złoto    | -      |
| 2008 | brąz   | srebro | złoto  | srebro | -              | złoto    | -      |
| 2009 | srebro | srebro | złoto  | srebro | złoto          | -        | złoto  |
| 2010 | brąz   | złoto  | złoto  | -      | złoto          | 13.      | NC     |
| 2011 | -      | srebro | złoto  | srebro | -              | -        | -      |

## Odznaczenie
- Srebrny Krzyż Zasługi (2014)[8][9]